# Saint-Denis-d'Authou
Saint-Denis-d'Authou is een plaats en voormalige gemeente in het Franse departement Eure-et-Loir in de regio Centre-Val de Loire en telt 438 inwoners (1999). De plaats maakt deel uit van het arrondissement Nogent-le-Rotrou.

## Geografie
Saint-Denis-d'Authou is op 1 januari 2019 gefuseerd met de gemeente Frétigny tot de gemeente Saintigny. 
De oppervlakte van Saint-Denis-d'Authou bedraagt 22,4 km², de bevolkingsdichtheid is 19,6 inwoners per km².
De onderstaande kaart toont de ligging van Saint-Denis-d'Authou met de belangrijkste infrastructuur en aangrenzende gemeenten.

## Demografie
Onderstaande figuur toont het verloop van het inwonertal (bron: INSEE-tellingen).